# Adam Vinatieri
Adam Matthew Vinatieri (Yankton, Dakota del Sur, 28 de diciembre de 1972) es un exjugador de fútbol americano que jugó  en la National Football League. En sus inicios jugó para los  New England Patriots desde 1996 hasta 2005. Ha jugado seis Super Bowls, cuatro con los Patriots y dos con los Colts, ganando cuatro y siendo el primer pateador de la historia en conseguir esto, para muchos es considerado el mejor pateador o unos de los mejores de la NFL. 

## Carrera
Adam acudió al Center High School de Rapid City, en Dakota del Sur, donde formó parte de los equipos de fútbol americano, lucha libre, fútbol y atletismo. Fue en fútbol americano donde logró los mayores logros. Se graduó en 1991. Durante los siguientes cuatro años, Vinatieri jugó en la Universidad Estatal de Dakota del Sur como pateador, llegando a ser el máximo anotador de la historia de la universidad con 185 puntos. Durante 1995 Adam decidió dedicarse exclusivamente a entrenar para dar el salto profesional. Jugó en los Amsterdam Admirals de la difunta World League of American Football.
En 1996 fue contratado por los New England Patriots como agente libre. Aquí jugó sus diez primeros años como profesional, jugando cuatro Super Bowls y ganando tres. Su primera aparición en una Super Bowl fue precisamente en su primer año como novato, en la derrota contra los Green Bay Packers por 35-21. Uno de sus kickoffs fue retornado por Desmond Howard con un touchdown de 99 yardas, récord en el Super Bowl.

### Estadísticas
Estadísticas actualizadas hasta la temporada 2016.
| Temp    | Eq      | J   | Goles de Campo | Goles de Campo | Goles de Campo | Goles de Campo | Goles de Campo | Goles de Campo | Goles de Campo | Goles de Campo | Goles de Campo | Goles de Campo | Goles de Campo | Goles de Campo | Goles de Campo | Goles de Campo | Puntos Extras | Puntos Extras | Puntos Extras | Puntos Extras | Kickoffs | Kickoffs | Kickoffs | Kickoffs | Kickoffs | Pts   |
| Temp    | Eq      | J   | 0-19           | 0-19           | 20-29          | 20-29          | 30-39          | 30-39          | 40-49          | 40-49          | 50+            | 50+            | Totales        | Totales        | LG             | Pct            | PEI           | PEC           | Pct           | BLK           | KO       | Avg      | TB       | Ret      | Avg      | Pts   |
| Temp    | Eq      | J   | GCI            | GCC            | GCI            | GCC            | GCI            | GCC            | GCI            | GCC            | GCI            | GCC            | GCI            | GCC            | LG             | Pct            | PEI           | PEC           | Pct           | BLK           | KO       | Avg      | TB       | Ret      | Avg      | Pts   |
| ------- | ------- | --- | -------------- | -------------- | -------------- | -------------- | -------------- | -------------- | -------------- | -------------- | -------------- | -------------- | -------------- | -------------- | -------------- | -------------- | ------------- | ------------- | ------------- | ------------- | -------- | -------- | -------- | -------- | -------- | ----- |
| 1996    | NE      | 16  | 1              | 1              | 10             | 9              | 8              | 8              | 14             | 8              | 2              | 1              | 35             | 27             | 50             | 77.1           | 42            | 39            | 92.9          | 1             | 89       | 64.1     | 9        | 80       | 20.8     | 120   |
| 1997    | NE      | 16  | --             | --             | 11             | 11             | 9              | 7              | 8              | 6              | 1              | 1              | 29             | 25             | 52             | 86.2           | 40            | 40            | 100.0         | 0             | 81       | 62.4     | 4        | 75       | 22.0     | 115   |
| 1998    | NE      | 16  | 3              | 3              | 8              | 8              | 14             | 9              | 12             | 9              | 2              | 2              | 39             | 31             | 55             | 79.5           | 32            | 32            | 100.0         | 0             | 69       | 62.5     | 6        | 71       | 18.8     | 127   |
| 1999    | NE      | 16  | 1              | 1              | 14             | 14             | 7              | 5              | 9              | 5              | 2              | 1              | 33             | 26             | 51             | 78.8           | 30            | 29            | 96.7          | 1             | 71       | 62.8     | 5        | 63       | 22.7     | 107   |
| 2000    | NE      | 16  | --             | --             | 13             | 11             | 9              | 8              | 8              | 7              | 3              | 1              | 33             | 27             | 53             | 81.8           | 25            | 25            | 100.0         | 0             | 67       | 63.2     | 7        | 60       | 20.9     | 106   |
| 2001    | NE      | 16  | 1              | 1              | 8              | 8              | 8              | 7              | 12             | 7              | 1              | 1              | 30             | 24             | 54             | 80.0           | 42            | 41            | 97.6          | 1             | 82       | 60.9     | 6        | 75       | 22.1     | 113   |
| 2002    | NE      | 16  | --             | --             | 6              | 6              | 12             | 12             | 10             | 8              | 2              | 1              | 30             | 27             | 57             | 90.0           | 36            | 36            | 100.0         | 0             | 83       | 60.4     | 6        | 73       | 20.5     | 117   |
| 2003    | NE      | 16  | --             | --             | 17             | 16             | 8              | 4              | 8              | 5              | 1              | 0              | 34             | 25             | 48             | 73.5           | 38            | 37            | 97.4          | 1             | 79       | 62.9     | 2        | 76       | 21.4     | 112   |
| 2004    | NE      | 16  | --             | --             | 13             | 13             | 7              | 7              | 12             | 11             | 1              | 0              | 33             | 31             | 48             | 93.3           | 48            | 48            | 100.0         | 0             | 94       | 63.0     | 6        | 86       | 23.3     | 141   |
| 2005    | NE      | 16  | --             | --             | 7              | 7              | 10             | 9              | 6              | 4              | 2              | 0              | 25             | 20             | 49             | 80.0           | 41            | 40            | 97.6          | 1             | 80       | 61.7     | 10       | 67       | 21.9     | 100   |
| 2006    | IND     | 13  | 1              | 1              | 3              | 3              | 13             | 12             | 10             | 9              | 1              | 0              | 28             | 25             | 48             | 89.3           | 38            | 38            | 100.0         | 0             | 73       | 65.8     | 10       | 63       | 25.3     | 113   |
| 2007    | IND     | 16  | 1              | 1              | 15             | 14             | 10             | 8              | 2              | 0              | 1              | 0              | 29             | 23             | 39             | 79.3           | 51            | 49            | 96.1          | 2             | 91       | 65       | 9        | 81       | 25.0     | 118   |
| 2008    | IND     | 16  | --             | --             | 3              | 3              | 13             | 11             | 7              | 4              | 2              | 2              | 25             | 20             | 52             | 80.0           | 43            | 43            | 100.0         | 0             | 80       | 65.1     | 8        | 69       | 24.4     | 103   |
| 2009    | IND     | 6   | 1              | 1              | 3              | 3              | 2              | 1              | 2              | 2              | 1              | 0              | 9              | 7              | 48             | 77.8           | 18            | 17            | 94.4          | 1             | –        | –        | –        | –        | –        | 38    |
| 2010    | IND     | 16  | --             | --             | 8              | 8              | 10             | 9              | 10             | 9              | --             | --             | 28             | 26             | 48             | 92.9           | 51            | 51            | 100.0         | 0             | –        | –        | –        | –        | –        | 129   |
| 2011    | IND     | 16  | --             | --             | 7              | 7              | 7              | 6              | 10             | 8              | 3              | 2              | 27             | 23             | 53             | 85.2           | 24            | 24            | 100.0         | 0             | –        | –        | –        | –        | –        | 93    |
| 2012    | IND     | 16  | 1              | 1              | 8              | 8              | 7              | 4              | 10             | 9              | 7              | 4              | 33             | 26             | 53             | 78.8           | 37            | 37            | 100.0         | 0             | –        | –        | –        | –        | –        | 115   |
| 2013    | IND     | 15  | --             | --             | 6              | 6              | 11             | 10             | 17             | 15             | 6              | 4              | 40             | 35             | 52             | 87.5           | 34            | 34            | 100.0         | 0             | –        | –        | –        | –        | –        | 139   |
| 2014    | IND     | 16  | --             | --             | 10             | 10             | 10             | 10             | 8              | 7              | 3              | 3              | 31             | 30             | 53             | 96.8           | 50            | 50            | 100.0         | 0             | –        | –        | –        | –        | –        | 140   |
| 2015    | IND     | 16  | --             | --             | 8              | 7              | 6              | 6              | 8              | 8              | 5              | 4              | 27             | 25             | 55             | 92.6           | 35            | 32            | 91.4          | 1             | –        | –        | –        | –        | –        | 107   |
| 2016    | IND     | 16  | --             | --             | 3              | 3              | 7              | 7              | 12             | 10             | 9              | 7              | 31             | 27             | 54             | 87.1           | 44            | 44            | 100.0         | 0             | –        | –        | –        | –        | –        | 125   |
| Carrera | Carrera | 323 | 10             | 10             | 181            | 175            | 188            | 160            | 195            | 151            | 55             | 34             | 629            | 530            | 57             | 84.3           | 799           | 786           | 98.4          | 9             | 1,049    | 63.0     | 88       | 939      | 22.2     | 2,378 |